# Microchorista
Microchorista is een geslacht van schorpioenvliegen (Mecoptera) uit de familie Nannochoristidae. 

## Soorten
Microchorista omvat de volgende soorten:
- Microchorista philpotti (Tillyard, 1917)